# ドラえもん2 アニマル惑星伝説
『ドラえもん2 アニマル惑星伝説』（ドラえもん2　アニマルプラネットでんせつ）は、1992年12月14日にエポック社が発売したゲームボーイ用ゲームソフト。

## 概要
映画『ドラえもん のび太とアニマル惑星』（1990年）を原作とした横型スクロールアクションゲーム。環境問題がテーマになっているが、前作よりも明快な内容である。映画をベースとしているが内容はゲーム向けにアレンジされており、特に結末については敵であるニムゲの改心と彼らとの和解が描かれているなど、原作と大きく異なったものとなっている。
惑星内のフィールドを歩き回って、必要なひみつ道具やはぐれた仲間を探し、ゲームを進めていく。町や森、港が登場し、イベントや会話シーンも多い。通常の陸地や水中、空中、といったステージが用意され、ステージ内でミスすると、再開地点はステージの冒頭になる。強制スクロールは空中ステージのみで、難易度は前作に劣る。各ステージにはボーナスステージもある。セーブはパスワード方式で、特定のイベントやステージクリア後にその都度、合言葉が表示される。クリア後のステージに再び進入することはできない。各フィールドに存在するボスを倒すには、特定のひみつ道具を手に入れる必要がある。

## ゲーム内容

### ひみつ道具・アイテム

#### 選んで使う道具
糸なし電話
最初から持っている。メニュー画面でのアイコンはドラえもんの顔。何をするべきかドラえもんと相談できる。
神話の地図
アニマル星の地図。現在地がわかる。ニムゲの星でも使える。チッポの家にある。
古文書
星の船と眠りの笛の言い伝えが書かれた古文書。チッポの家の机の引き出しに入っているが、鍵がかかっているため、入手にはチッポを救出する必要がある。
エラチューブ
川の中に入るのに必要。メニュー画面では選んで使う道具に分類されているが、必要な時には自動で使用される。チッポ救出後にゴリラの船長から貰える。
ワープペン
アクションステージで使うと入り口まで戻れる。終盤でフィールドに戻れなくなると使用不可能になる。祈りの神殿で手に入る。
心よびだし機
自然の心を呼び出して話を聞くことができる。川の中の洞窟で手に入る。
ミニカラオケセット
サウンドテストができる。使用時にドラえもんではなくジャイアンが使った旨のメッセージが出る。川の中の隠しステージで手に入る。
眠りの笛
ニムゲを眠らせることができる笛。ニムゲ本部の建物内に入るのに必要。ヘドロンを倒すと手に入る。
コンピュータ
最初から持っている。スイッチをONにすると装備武器が自動的に選ばれる。
合体ノリ
フロンを倒すのに必要。メニュー画面では選んで使う道具に分類されているが、必要な時には自動で使用される。禁断の森で手に入る。
雲とりバケツ
禁断の森の霧を晴らして先に進むのに必要。フロンを倒すと手に入る。

#### 武器
前作と違い、それまでに手に入れた武器の中から自由に変更可能。
チャンピオングローブ
最初から持っている。前作ほどの威力は無い。パワーアップ時も性能は変わらないが、パワーカプセル取得時に装備していると画面上の敵を全滅させる。
ショックガン
アイコンは前作の衝撃波ピストルの使い回し。弾の外見は2発セットだが、威力は他の武器と変わらない。3連射が可能。通常時は連射するにはBボタンを連打しなければいけないが、パワーアップ時はBボタン押しっぱなしで連射できる。スタート地点から北にある洞窟で手に入る。
たつまきストロー
前後2方向に弾が撃てる。パワーアップ時は威力が上がり敵を貫通するようになる。ニムゲの星の廃墟で手に入る。
空気砲
前方3方向に弾が撃てる。Bボタン押しっぱなしでパワーを溜めて弾が大きくなり威力も上がる。パワーアップ時はさらに弾を巨大化させることが可能になり、巨大化した弾はそのまま留めておけば1回だけ敵の攻撃を防いで触れた敵に大ダメージを与え、発射すれば1方向にしか出ないものの敵を貫通し大ダメージを与える。ジャイアンとの合流時に手に入る。
ペンシルミサイル
発射後十字キーで弾を操作できる。3連射が可能。通常時は一定時間で消えてしまうが、パワーアップ時は時間経過で消えなくなる。ニムゲ本部で手に入る。
水圧銃
水中で力を発揮する。弾速が速く、3連射が可能。パワーアップ時は威力が上がり敵を貫通するようになる。地上で使うと弾速が非常に遅くなり、パワーアップ効果も現れない。スネ夫との合流時に手に入る。

#### 持っているだけで使える道具
タケコプター
空中ステージへの進入に必要。環境センターをクリアするとチッポのお父さんから貰える。
空気ブロックせいぞう機
アクションステージやボーナスステージの内部に空気ブロックが出現し、取れなかったアイテムを取れるようになる。禁断の森を南に抜けた先にある洞窟で手に入る。
深海クリーム
川の中のフィールドで速く移動できるようになる。川の中の洞窟で手に入る。
ツキの月
星の船を発見するのに必要。禁断の森で手に入る。
通りぬけフープ
禁断の森内部のショートカット地点を通れるようになる。禁断の森で手に入る。

#### ステージアイテム
フィールドやアクションステージに登場するお助けアイテム。
タンマウォッチ
一定時間敵の動きを止められる。止まっている敵に当たってもアウトなので注意。
ハッスルネジ巻き
一定時間移動速度が速くなる。
バリヤーポイント
一定時間無敵になる。時間切れが近づくとキャラクターの点滅が早くなる。
スーパー手袋
取ると画面上の敵を全滅させる。
パワーカプセル
武器をパワーアップさせる。ミスすると効果が消える。
ドラ焼き
残り人数が1つ増える。一度取ると復活しない。

### その他
- 隠しステージが存在する。クリアするとミニカラオケセットが手に入り、使用するとサウンドテストモードに入る。なお、最後に収録されている曲をステージ内（フィールドを除く）で再生すると敵が消える。
- ステージ内にはひみつのマークが存在し、1つ取るごとに使用回数が増える。ゲームを通して全部で12個あり、エンドクレジットの最後に入手数が表示される。

## 設定

### ストーリー
ドラえもん、のび太、しずかの3人は動物の星「アニマル星」を訪れる。そこで子犬のチッポやロミと友達になるが、ドラえもんらが地球に帰った後、アニマル星は「ニムゲ」と呼ばれる悪者に襲われる。チッポからのSOSを受けたのび太は、ドラえもんとしずかに、スネ夫、ジャイアンも加え、チッポやロミを助けるためアニマル星へ出発する。

### ステージ構成
最初の大陸
- 環境センター
- 港
- 都会
- 動物の町
- 森
- 神殿

川の中
- 魚の家
- 危険地帯
- 北西の洞窟
- 東の洞窟

禁断の森
- 空高く伸びた木
- ご先祖の神殿
- 東の切り株
- 秘密の切り株
- 中央の切り株

ニムゲの星
- ボロボロの町
- 本部

## 登場人物

### ドラえもんと仲間たち
ドラえもん
プレイヤーキャラクター。
のび太
最初から一緒にいる。ニムゲの星で一時的にプレイヤーキャラクターとなる。
しずか
最初から一緒にいる。
ジャイアン
到着時にボートから放り出されはぐれてしまう。ゴリラの船長に保護され合流。
スネ夫
到着時にボートから放り出されはぐれてしまう。お魚さんに保護され合流。

### アニマル星の住民
チッポ
都会の瓦礫に生き埋めになっている。クレーンジャを倒すと救出できる。
ロミちゃん
ニムゲの星に囚われている。ニムゲ本部長を倒すと救出できる。
チッポのお父さん
環境センターにいる。タケコプターを拾っていた。
ゴリラの船長
港の船にいる。ジャイアンを保護した。最初は船を留守にしているが、環境センターをクリアすると会えるようになる。
お魚さん
川に住む魚。スネ夫を保護していた。最初はドラえもんたちをニムゲの仲間と誤解しており話しかけても無視してくるが、誤解が解けるとスネ夫に会わせてくれる。

### ボスキャラクター
クレーンジャ
ニムゲによってアニマル星に送り込まれたクレーン車のような姿のロボット。都会で破壊活動をしている。空気砲を使わないと倒せない。
ヘドロン
ニムゲによってアニマル星に送り込まれた蛸のような姿のロボット。川を汚している。水圧銃を使わないと倒せない。
フロン
ニムゲによってアニマル星に送り込まれたボンベのような姿のロボット。禁断の森の御先祖の神殿に居座って森を霧で閉ざし、空気を汚している。合体ノリを使わないと倒せない。合体ノリを使えばどの武器でも倒せる。
ニムゲ本部長
ニムゲの星でのび太が戦うことになる。ペンシルミサイルを使わないと倒せない。
ニムゲのボス
アニマル星に侵攻してきたニムゲのボス。竜巻ストローを使わないと倒せない。

## スタッフ
- ゲーム・デザイン：エポック社、アージェント
- プログラム：なかばちしのぶ、小林貴樹、阿部啓太
- サウンド：大高亮
- スペック：とよさわやすき
- プロデューサー：沓掛隆志、寺島徹

## 評価
ゲーム誌『ファミコン通信』の「クロスレビュー」では合計23点（満40点）、『ファミリーコンピュータMagazine』の読者投票による「ゲーム通信簿」での評価は以下の通りとなっており、20.9点（満30点）となっている。
| 項目 | キャラクタ | 音楽 | お買得度 | 操作性 | 熱中度 | オリジナリティ | 総合 |
| 得点 | 3.5        | 3.5  | 3.3      | 3.5    | 3.7    | 3.3            | 20.9 |